# إيفور جيرمان
إيفور جيرمان (بالإنجليزية: Ivor Germain)‏ (8 يوليو 1923 بباربادوس - ) هو ملاكم باربادوسي، صنّف ضمن فئة وزن الويلتر ووزن الخفيف.

## إحصائيات
خاض خلال مسيرته 54 نزالا، تعادل في 3 .

## روابط خارجية
- إيفور جيرمان على موقع بوكس ريك (الإنجليزية) (registration required)